# Juhel Berenguer de Rennes
Juhel o Judicael (forma hipocorística de Juhel) Berenguer fou comte de Rennes vers 920 a 970.

## Origen
L'origen familiar del comte Juhel Berenguer és incert.
Als segles xi i xii, la major foscor regnava ja sobre aquest punt com ho demostren les aproximacions d'un quadre genealògic aixecat a l'abadia de Sant Sergi d'Angers que indica que el pare de Juhel Berenguer (pare del duc Conan I de Bretanya) seria un cert Pascweten, diferent del fill ben testificat el 903 d'Alan I de Bretanya, casat amb una filla de Judicael. Desgraciadament res no permet confirmar aquesta filiació ni explicar l'aparició del nom de Berenger en aquesta època dins de la dinastia dels comtes de Vannes i reis de Bretanya.
L'historiador Pere Le Baud en la segona redacció de les Cronicques & Ystoires des Bretons va donar a Juhel Berenguer la genealogia següent:
- I Moderand comte de Rennes al segle ix (?) i gendre (?) del rei Salomó I de Bretanya
- II Salomó comte de Rennes (?)
- III Berenguer
- IV Juhel Bérenguer

Aquesta genealogia, que no té suport en cap document històric, ha estat discutida des del segle xviii per l'historiador Dom Lobineau (Guy Alexis Lobineau). El savi benedictí, seguit en això per Artur Lemoyne de La Borderie, considerava Juhel Berenguer com el fill d'un comte «Berenguer» actiu cap a 890 que hauria estat germà de Judicael i també el fill de Gurwant, el gendre del rei Erispoe que controlava una part de Bretanya després de la mort del rei Salomó I de Bretanya. Cap document no confirma tampoc aquesta filiation.
Actualment es pot comprovar que encara que Berenguer portava un nom d'origen germànic, el que implica vincles amb la noblesa franca, els seus descendents directes, que van controlar el comtat de Rennes fins al 1066, portaven noms bretons. Segons la hipòtesi avançada des de 1984 per Hubert Guillotel i André Chédeville i confirmada després pels estudis onomàstics efectuats per Christian Settipani i Katharine Keats-rohan, Juhel Berenguer seria un net de Berenguer II de Nèustria del qual una filla de nom desconegut hauria contret matrimoni en una gran família bretona de manera versemblant emparentada amb el rei Erispoe i, per tant, al « Princeps » Judicael mort el 890. La intervenció d'aquest factor femení en la seva genealogia permet explicar el problema crucial per a l'època i el medi social de la transmissió del nom. El comte de Rennes es deia Berenguer com el seu avi maternal però els seus descendents haurien privilegiat els noms reials d'origen bretó per justificar les seves pretensions al control polític del país.
El nom de l'esposa de Juhel Berenguer no és mencionat a cap document contemporani; tanmateix certes genealogies modernes avancen, sense font, que s'hauria casat amb una certa «Gerberga de Nantes», una filla d'altra banda desconeguda d'Alan II Barbitorte i de Roscilla d'Anjou (aquesta darrer enllaç tampoc és confirmat per cap document). D'aquest hipotètic matrimoni hauria nascut el seu fill, anomenat Conan. Convé subratllar que Conan I de Bretanya porta el mateix nom que el fill i hereu del rei Erispoe i que el seu net Jofré I de Bretanya apareix encara amb el sobrenom de «Berenguer».

## Comte de Rennes
L'activitat del comte Juhel Berenger com a comte de Rennes se situa entre vers 920 i vers 970:
- 922/923: és recomanat al rei Robert I de França
- 931: és mencionat en un diploma del cartulari de Redon[2] amb el títol de «cònsol». Aquest mateix any hauria participat en la revolta dels bretons contra els invasors escandinaus que va ser reprimida pel duc Guillem I de Normandia. Aquest darrer era un net testificat del marquès Berenger II de Nèustria, el que podria explicar la mansuetud de què es va beneficiar el comte de Rennes en aquesta ocasió.[3]
- 939: participa en el combat de Trans al costat del duc Alan II Barbitorte contra els normands del Loira.[4]
- 944: segons la Crònica de Flodoard, va lliurar a una guerra fratricida contra Alan II Barbitorte que els escandinaus posen a benefici per saquejar de nou Bretanya.[3]
- 945/ 950: el comte «Iudhael» (Juhel Berenguer) és testimoni en un diploma o carta d'Alan II Barbitorte.[5]
- 952: després de la mort del duc Alan II Barbitorte, entra en el vassallatge de Tibald o Teobald I de Blois anomenat el Trampós, vescomte i després comte de Blois, oncle i tutor de Drogó de Bretanya i controla per compte d'aquest el nord-est de Bretanya.
- 958: «Berengerii comitis» és present en el moment d'una assemblea de bisbes i de senyors bretons a l'Anjou.
- vers 960: debilitat per l'edat, és ell mateix posat en tutela per l'emprenedor arquebisbe de Dol Wicohen que controla la Domnònia.
- 960: Pere Le Baud estableix la mort de «Juhael Beranger comte de Rennes».[6]
- entre 965/972: el Papa Joan XIII adreça un missatge als caps bretons Berangarius i filius suus Conanus.[7]